# 克里克鎮區 (堪薩斯州索姆奈縣)
克里克鎮區（英語：Creek Township）為美國堪薩斯州索姆奈縣轄下的鎮區。2010年美国人口普查中此鎮區人口有243人。

## 地理
克里克鎮區涵蓋總面積為94.9平方（36.65平方英里），其中陸地面積為94.9平方（36.63平方英里），水域面積為0.052平方（0.02平方英里）或0.05%。

## 人口統計
根據2010年美國人口普查，克里克鎮區人口有243人，其中男性有122人，女性有121人，人口密度為每平方公里2.56人，住房計81戶。鎮區內的白人有229人，非裔美國人有0人，美洲原住民有2人，亞裔美國人有0人，太平洋島裔美國人有0人，其他種族有0人，混血種族則有12人。此外鎮區內有3人為西班牙裔或拉丁裔美國人。此鎮區之年齡中位數為30.9歲，而男性年齡中位數為36.0歲，女性年齡中位數為28.8歲。